# Clara Herngren
Anna-Clara Katarina Byström Herngren, ogift Byström, även känd som Clara Herngren, född 11 juni 1973 i Nacka församling i Stockholms län, är en svensk manusförfattare.
Clara Herngren växte upp i Saltsjöbaden. Hon har arbetat i olika filmteam, bland annat vid inspelningarna av Ivar Kreuger (1998) och Kvinnan i det låsta rummet (samma år) samt medverkat i Hundraåringen som klev ut genom fönstret och försvann (2013). I samband med utbildning i samtalsterapi för bonusfamiljer fick hon idén till TV-serien Bonusfamiljen som hon skapat tillsammans med Calle Marthin samt Felix och Moa Herngren. TV-serien har hittills sänts i två säsonger 2017 och 2018. Hon utsågs till Årets bonus-mama 2017 av livsstilsmagasinet Mama.

## Familj
Clara Herngren är sedan 2005 gift med Felix Herngren (född 1967). Hon har fyra barn, sonen Bill och döttrarna Iris och Lisa tillsammans med Herngren, samt sonen Nils i ett tidigare förhållande.
Felix och Clara Herngrens dotter Iris Herngren (född 2011) har medverkat i TV-serien Solsidan på TV4 och även filmen med samma namn i rollen som dottern Wilma. Hon har även medverkat i filmen Hundraåringen som klev ut genom fönstret och försvann. Iris Herngren medverkar även i Netflix-serien Störst av allt i rollen som Lina Norberg, yngre syster till huvudkaraktären.
Clara Herngren är svägerska till Måns och Moa Herngren.

## Filmografi i urval
- 1998 – Ivar Kreuger (TV-serie) (regiassistent) (som Anna-Clara Byström)
- 1998 – Kvinnan i det låsta rummet (TV-serie)
- 2001 – På andra sidan (inspelningsledare och regisassistent) (som Anna-Clara Byström)
- 2005 – Se & inse (roll) (som Clara Byström)
- 2013 – Hundraåringen som klev ut genom fönstret och försvann (roll) (som Clara Herngren)
- 2017–2019 – Bonusfamiljen (TV-serie) (manus) (som Clara Herngren)